# Born to Be Yours
Singles de Kygo
Remind Me to Forget
(2018) Happy Now
(2018)
Singles par Imagine Dragons
Next to Me
(2018) Natural
(2018)
Born to Be Yours est une chanson écrite et interprétée par le producteur de musique et DJ norvégien Kygo et le groupe américain Imagine Dragons. Produite par Kygo, elle a été publiée par Sony et Ultra Music le 15 juin 2018. Elle est incluse dans l'édition deluxe du quatrième album studio d'Imagine Dragons, Origins.

## Version et arrière-plan
Le 11 juin 2018, Kygo a sous-entendu la collaboration sur les réseaux sociaux en publiant une photo de lui avec tous les membres d'Imagine Dragons, avec comme commentaire un emoji de notes de musique,. Il a présenté l'image de la chanson le lendemain. Le 14 juin, les deux artistes ont publié un aperçu audio et une date de sortie de la chanson sur les réseaux sociaux. « Born to Be Yours me semble être la combinaison parfaite de mon son mélangé avec les éléments emblématiques et la voix du groupe », a déclaré Kygo à propos de la chanson dans un communiqué. « Imagine Dragons est l'un de mes groupes préférés et c'est un honneur de laisser enfin tout le monde entendre ce sur quoi nous travaillons ».

## Composition
Born to Be Yours est une chanson EDM avec quelques inspirations folk et rock. La chanson présente « un rythme électronique frais », accompagné de « claquements de mains et de guitares acoustiques ». Il a été décrit comme « une fusion défiant les genres des mélodies emblématiques de Kygo et des instrumentaux typiques d'Imagine Dragons ainsi que de la voix céleste de Dan Reynolds »,.

## Réception critique
Matthew Meadow de Your EDM a fait l'éloge de la chanson, la qualifiant de « chanson délicieusement douce qui frappe absolument ». Il considérait le morceau comme « la combinaison parfaite des sons des deux artistes », écrivant que « la production de Kygo se marie parfaitement avec les grattes de guitare acoustique et la voix de Reynolds ». Ryan Castillo de Dancing Astronaut a conclu en considérant la piste comme une collaboration « équilibrée, profondément émouvante et d'une fraîcheur impressionnante ».

## Crédits
Crédits adaptés de Tidal.
- Kygo : production
- Dan Reynolds : chant
- Serban Ghenea : ingénieur du son
- Randy Merrill : maître ingénieur